# Neighbor
Neighbor é um filme de terror produzido nos Estados Unidos, dirigido por Robert A. Masciantonio e lançado em 28 de julho de 2009 no Festival Internacional de Cinema Fantástico. Foi protagonizado por America Olivo.